# Farmersville (Ohio)

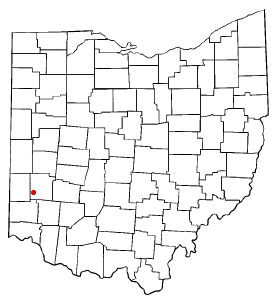
Farmersville na planie stanu Ohio

Farmersville – wieś w USA, w stanie Ohio, w hrabstwie Montgomery.
Liczba mieszkańców w 2010 roku wynosiła 1 009, a w roku 2012 wynosiła 1 009.